# Josef Streb
Josef Streb (16 d'abril de 1912 - 22 d'agost de 1986) fou un futbolista alemany. Va formar part de l'equip alemany a la Copa del Món de 1934.
Del 1932 al 1935 va jugar a l'equip Wacker München a la posició de davanter.